# Carlos Villar
Carlos Arturo Villar (Coronel Pringles, Argentina, 13 de enero de 1975) es un piloto de motociclismo. Fue campeón argentino en el año 2000 de la categoría 200 cc de speedway, campeón en Canadá para 500 cc en el 2001, ha conseguido más de 60 victorias , incluyendo 120 podios desde 1995 y el 2003 con más de 400 Carreras de motociclismo y más de 50 a nivel internacional.
En automovilismo ha participado en categorías de rally, kart y midget en más de 150 eventos, siendo el primer piloto en Sudamérica en obtener una licencia deportiva para la práctica de automovilismo por el Automóvil Club Argentino según las normas de FIA. En 2003 sufrió un grave accidente en Inglaterra.

## Primeros años
Sus inicios en el motociclismo en 1995 lo desarrolló en el motocross infantil, luego se extendió de carreras locales a las zonales y de estas a provinciales culminando en competencias nacionales e internacionales, primero en las 50cc y después las 200cc. En su primer año 1998 sale 4.º en el torneo y en 1999 gana el Campeonato Argentino, llegando en el año 2000 a la categoría de 500cc.

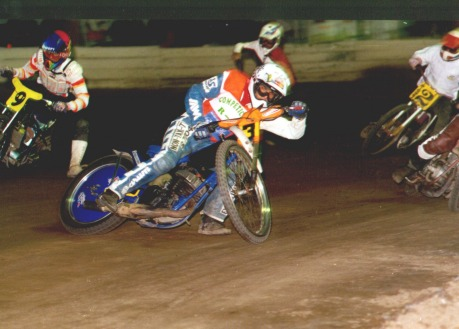
Moto Gilera Hiro

## Era profesional en motos de 500cc

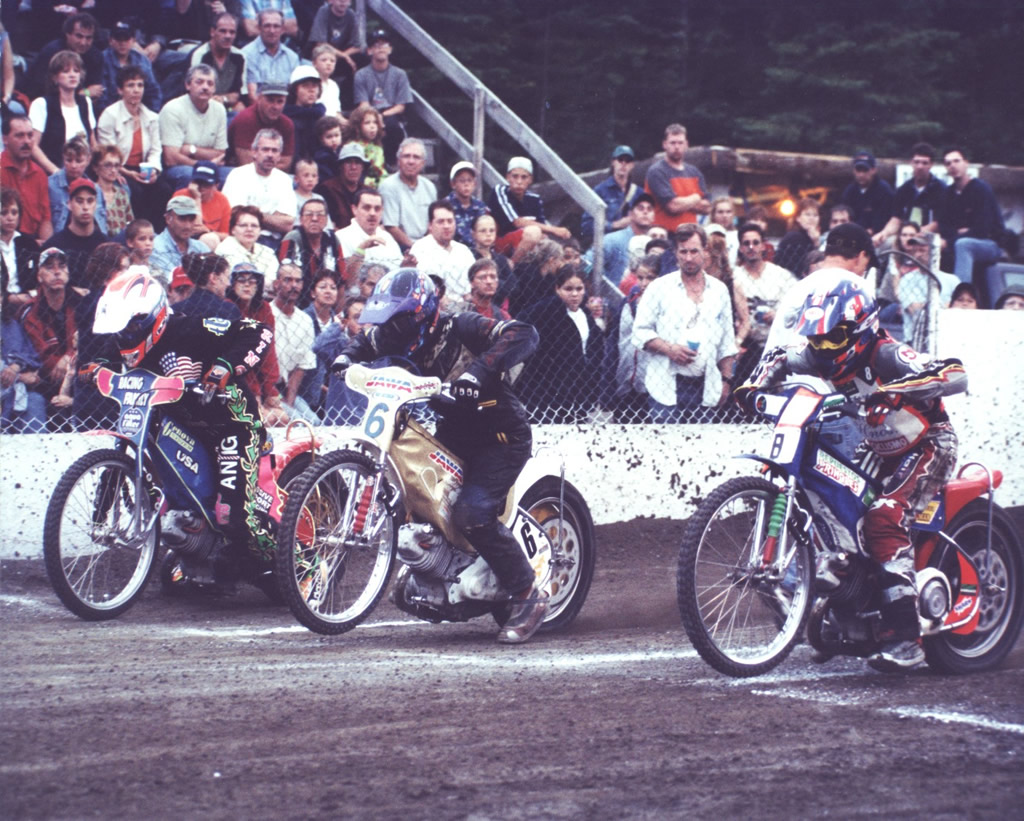
Canadá, Sta Alexis

En el 2001 se trasladó a trabajar a Canadá y Estados Unidos. Vivió en la ciudad de Trois-Rivières en Quebec, y compitió en las pistas de Weeland, París, St. Alex, Quebec, Owego. Fue campeón canadiense CMA. Nuevamente en Argentina, se quedó con el 4.º puesto en el Campeonato Internacional batallando con Manuel Hausinguer , Thomas Stalder y Luis Vallejos .

## Speedway: The Berwick Bandits
En el año 2003 compitió en Europa, contratado por Peter White para ser un integrante del equipo "The Berwick Bandits", radicado en la ciudad de Berwick-upon-Tweed, en el estado de Northumberland.
Contando con siete grandes pilotos como Michal Makovski, Adrian Rymel, Josef Frank, Paul Bentley, Claus Cristensen, David Meldrum y Carlos eran grandes candidatos para llevarse la corona de la Premier League de Inglaterra.
Carlos Villar participó de 36 competencias de leage y dos fuera de esta, como la carrera "Banga Boys" y la de "Bordenapolis 2003".

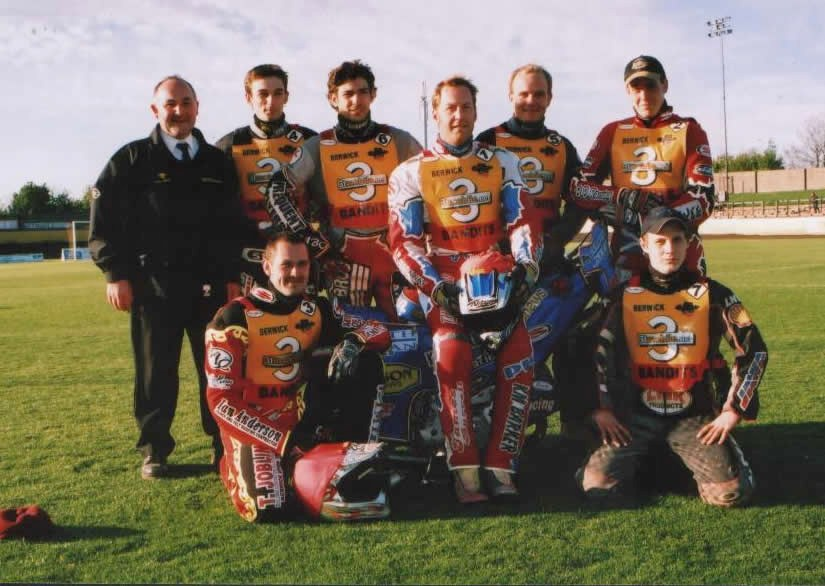
Berwick Bandits 2003

## Siniestro

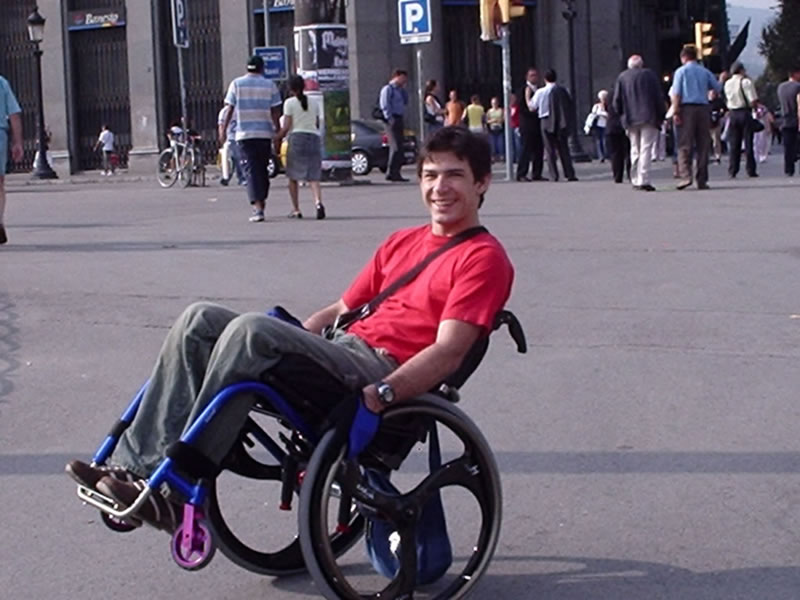
Villar tras su accidente

En la última carrera de la temporada, en Berwick, Carlos Villar cae en la última vuelta de la segunda serie del evento. El siniestro le provocó un traumatismo medular en el tórax y fue trasladado en helicóptero al hospital de Middlesbrough James Cook Spinal Unit. Permaneció en la unidad de rehabilitación por 5 meses.

### Reacciones
En homenaje a Carlos Villar, que se realizó en 2004, en la pista de Berwick-upon-Teed un evento donde dos equipos con referentes del speedway mundial se enfrentaron con el objetivo de reunir recursos económicos para Carlos. Participaron dos excampeones mundiales como Sam Ermolenko y Gary Havelock.
También se forma la fundación "Carlos Villar Benefic Found" haciendo diferentes tipos de eventos para recaudar fondos, como competencias de lanzamientos de dardos, maratones, etc. y una gran subasta con elementos relacionados al speedway mundial, de todo tipo y de reconocidos pilotos, dónde una moto de colección fue subastada.
En Argentina se creó un evento llamado la Copa "Carlos Villar Challenger".

## Midget
La categoría midget, se fundó en su Pringles natal con el asesoramiento de Sergio Riat y la motorización Audi 1.600 cc preparada por Sergio Torres, y desde fines de 2007 compite en torneos de automovilismo con notable rendimiento.
Ha participado en distintas categorías como rally en el Campeonato Bonaerense y en la categoría de Karting.

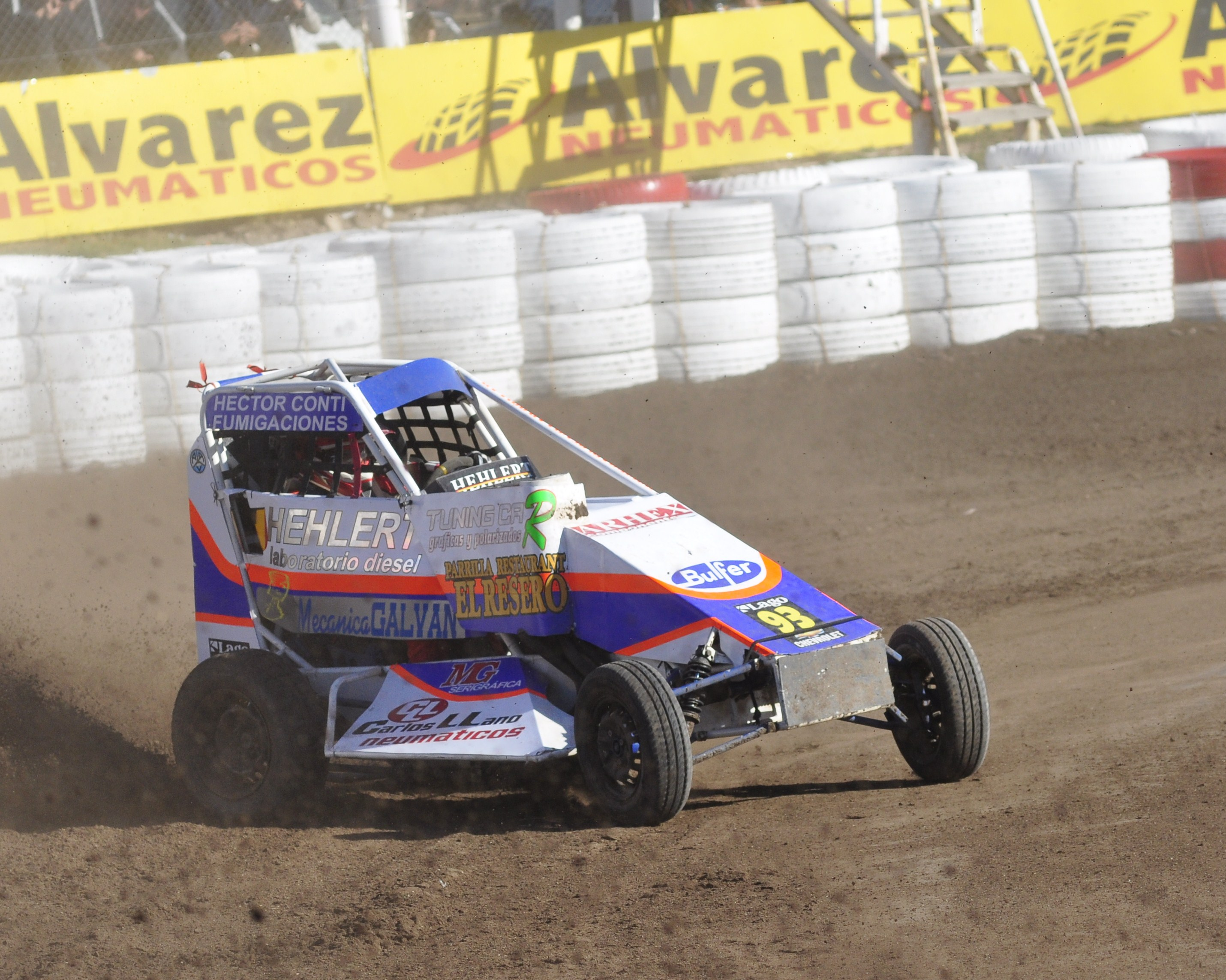
Derrape con un midget